# ماريو لودوفيكو برغارا
ماريو لودوفيكو برغارا (بالإسبانية: Mario Bergara)‏ مواليد 01 ديسمبر 1937 في مونتفيدو - الوفاة 28 فبراير 2001، كان لاعب كرة قدم أوروغوياني كان يلعب كمهاجم. سبق له أن لعب في كأس العالم لكرة القدم مع منتخب بلاده.

## المسيرة الاحترافية

### أندية لعب لها
- ناسيونال مونتيفيديو

## روابط خارجية
- ماريو لودوفيكو برغارا على موقع الاتحاد الدولي (مؤرشف)  (الإنجليزية)
- ماريو لودوفيكو برغارا على موقع قاعدة بيانات كرة القدم.إي يو (الإنجليزية)
- ماريو لودوفيكو برغارا على موقع ناشيونال فوتبول تيمز (الإنجليزية)
- ماريو لودوفيكو برغارا على موقع Soccerway.com (الإنجليزية)